# Miejski Ośrodek Kultury w Piotrkowie Trybunalskim

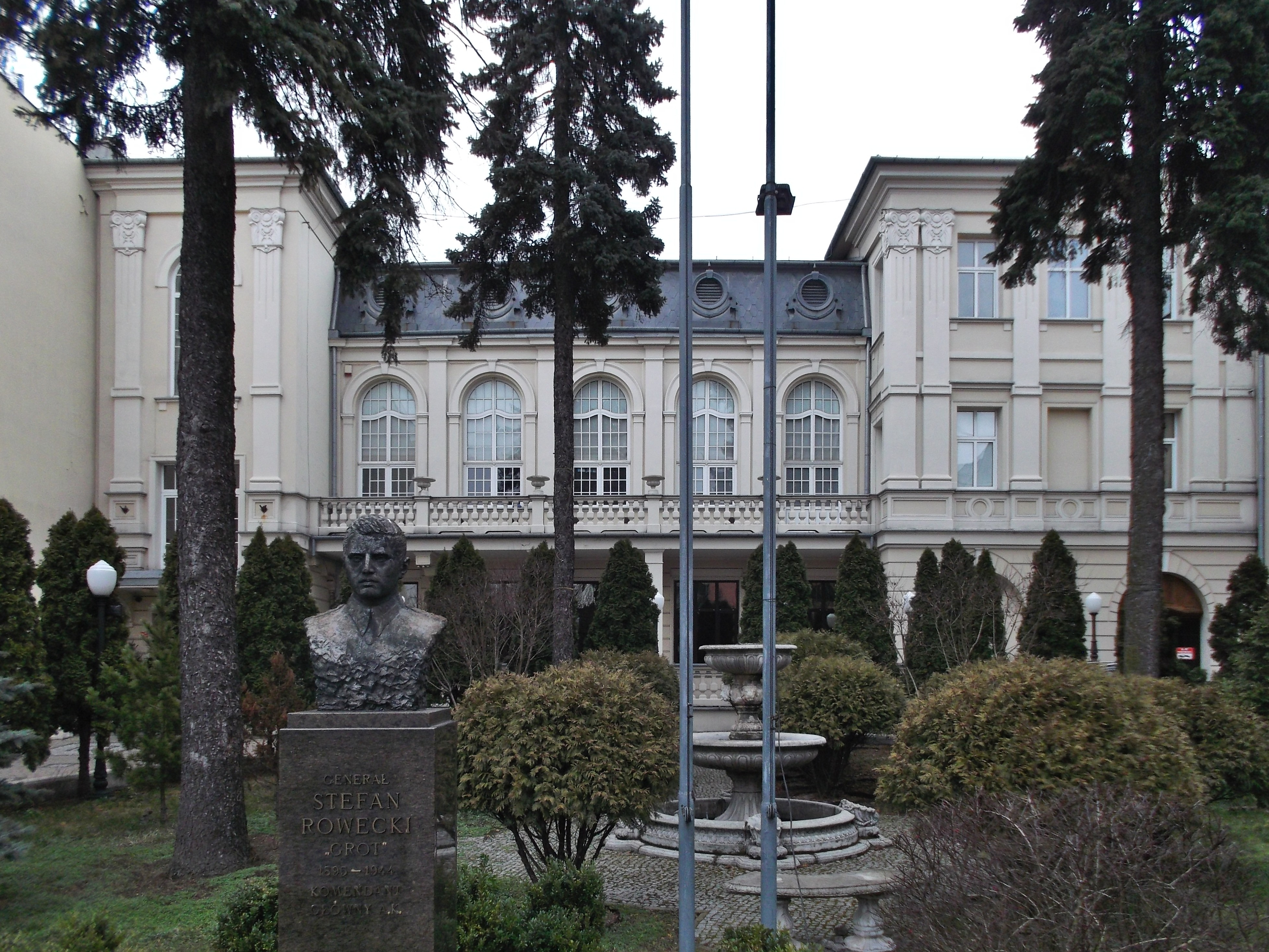
Miejski Ośrodek Kultury w Piotrkowie Trybunalskim

Miejski Ośrodek Kultury w Piotrkowie Trybunalskim (MOK) – główny ośrodek kultury w Piotrkowie Trybunalskim utworzony w 1979 roku. Obecnie funkcję dyrektora pełni Elżbieta Łągwa-Szelągowska.

## Historia
Miejski Ośrodek Kultury w Piotrkowie Trybunalskim utworzono w 1979 roku na podstawie zarządzenia nr 13/70 Prezydenta Miasta Piotrkowa Trybunalskiego z dnia 23 września. Od 1 października 1979 roku siedziba Ośrodka znajdowała się w budynku Urzędu Miejskiego. Na początku wspólnie z Wydziałem Kultury i Sztuki, a od maja 1980 roku w osobnych pomieszczeniach tego samego gmachu.
W 1981 roku ówczesny wojewódzki konserwator zabytków przekazał na siedzibę MOK kamienicę przy ulicy Farnej 8. Ze względu na mocne zniszczenia, na czas remontu budynku główną siedzibą Ośrodka zostały trzy pomieszczenia PSS „Społem”, znajdujące się przy ulicy Grodzkiej 2. Pełniły one funkcję biura organizacyjnego oraz magazynu sprzętu.
Na skutek przedłużającego się remontu kamienicy przy ulicy Farnej, a także ówczesnej siedziby nie pozwalającej na sprawne funkcjonowanie Ośrodka, decyzją Prezydenta Miasta z dnia 1 września 1989 roku Miejski Ośrodek Kultury otrzymał na swoją działalność budynek po szkole muzycznej przy ulicy Słowackiego 13.
W czerwcu 1999 roku przyłączono do Ośrodka Wojewódzki Dom Kultury, który mieścił się przy al.3 Maja 12. „Dom Kultury” powstał w grudniu 1954 roku jako Powiatowy i Miejski Dom Kultury, a zakończył działalność z końcem 1998 roku, kiedy Piotrków Trybunalski stracił status miasta wojewódzkiego.
W 2003 roku główną siedzibą Ośrodka stał się budynek przy al.3 Maja 12. Dzięki unijnemu projektowi: „Utworzenie Europejskich Scen Teatru im. Stefana Jaracza w województwie łódzkim” zmodernizowano wnętrze budynku.
Do Miejskiego Ośrodka Kultury należy także Amfiteatr Miejski.

## Działalność
Miejski Ośrodek Kultury organizuje konkursy, festiwale, koncerty, warsztaty, imprezy gościnne czy spektakle teatralne. Działa tu Ośrodek Edukacji Artystycznej jako centrum koordynujące działalność świetlic artystycznych MOK. Realizuje on zadania w ramach akcji „Wyciągamy dzieci z bramy” i prowadzi bezpłatne warsztaty artystyczne.
MOK prowadzi działalność w dwóch budynkach na terenie Piotrkowa Trybunalskiego.
- Miejski Ośrodek Kultury (al. 3 Maja 12)
- Miejski Ośrodek Kultury (ul. Słowackiego 13)

## Zajęcia prowadzone w MOKu
Miejski Ośrodek Kultury w Piotrkowie Trybunalskim prowadzi wiele zajęć dla dzieci, młodzieży i dorosłych. Działają tu grupy i zespoły artystyczne.
- Zespół wokalny "Przygoda p.l."
- Miejska Orkiestra Dęta
- Grupa wokalna "PRESTO"
- Mała emisja głosu
- Chór musicalowy
- Warsztaty plastyczne
- Taneczna grupa estradowa
- Zespół taneczny "COLOR POPCORN"
- Zespół taneczny "CANDY FUSION"
- Zespół taneczny "BUBBLEGUM"
- Zajęcia z technik tańca
- Warsztaty piosenki aktorskiej
- Warsztaty przygotowujące do egzaminów do szkół teatralnych
- Zespół teatralny "Pierwsze słyszę"
- Zespół teatralny "Absurdalni"
- Ognisko teatralne "Etiuda"
- Zespół teatralny "Za chwilę"
- Zespół teatralny "Ja przepraszam bardzo"